# Waldeck Rochet

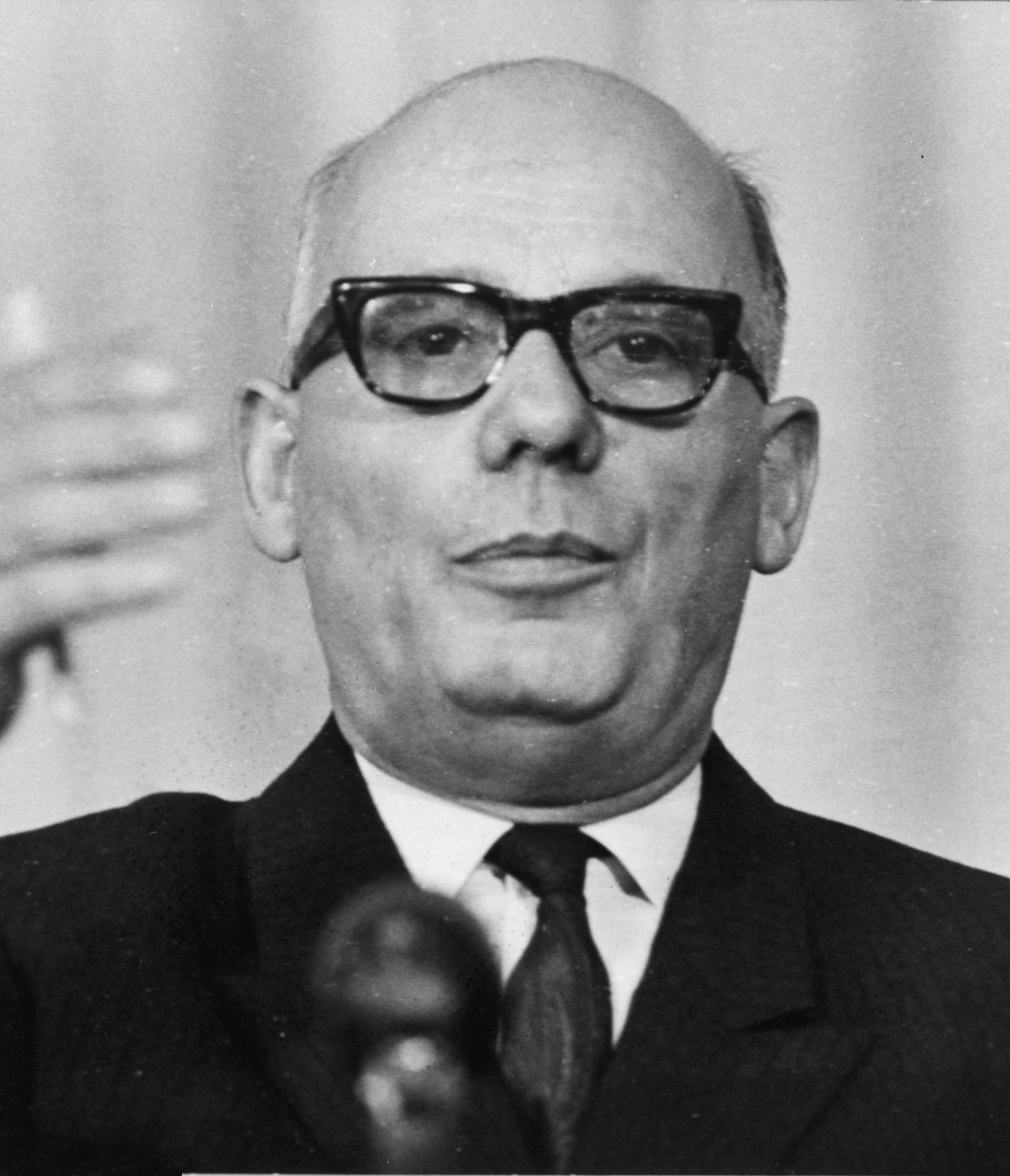
Waldeck Rochet, 1968

Waldeck Rochet (geboren am 5. April 1905 in Sainte-Croix; gestorben am  17. Februar 1983 in Nanterre) war ein französischer kommunistischer Politiker und von 1964 bis 1972 Generalsekretär der Kommunistischen Partei Frankreichs (PCF).

## Leben

### Werdegang
Der Sohn eines Schusters erhielt seinen Namen zu Ehren des Politikers Pierre Waldeck-Rousseau. Nach seinem Militärdienst arbeitete er in einer Gärtnerei. 1923 trat er der Jugendorganisation der PCF bei, im Jahr darauf auch der  Partei. Er wurde in die Sowjetunion entsandt, um an der Internationalen Leninschule in Moskau eine politische Ausbildung zu erhalten. Rochet wurde dann örtlicher Parteisekretär in Lyon und trat in der Folgezeit in die zentrale Führung in Paris ein; von 1936 bis 1940 war er kommunistischer Abgeordneter in der Abgeordnetenkammer (dem Äquivalent der heutigen französischen Nationalversammlung in der Dritten Republik), gewählt in Colombes-Nanterre. In diesen Jahren gründete und redigierte Waldeck Rochet die Zeitschrift La Terre.
Vom Parteivorsitzenden Maurice Thorez mit landwirtschaftlichen Angelegenheiten betraut und dem Politbüro unterstellt, setzte er sich dafür ein, dass die Spaltung zwischen Bauern und Stadtbewohnern innerhalb der Parteistruktur nicht gefördert wurde. Im Jahr 1939 weigerte er sich (wie die gesamte Parteiführung), den Molotow-Ribbentrop-Pakt zu verurteilen. Er wurde in der französischen Kolonie Algerien gefangen gehalten, kam nach der deutschen Invasion in Frankreich 1940 in den Gewahrsam des Vichy-Regimes und wurde von den Alliierten im Zuge ihres Feldzuges gegen die Achsenmächte befreit. 
Nachdem er sich der Armée française de la Libération (den Freien Französischen Streitkräften) angeschlossen hatte, vertrat er 1943 die Kommunisten in der Exil-Regierung in London und wurde in die provisorische gesetzgebende Körperschaft in Algier gewählt. Ende 1944, nach der Befreiung von Paris, kehrte Waldeck Rochet in die französische Hauptstadt zurück, wo er weiterhin als Funktionär tätig war.

### Nach dem Zweiten Weltkrieg
1945 wurde er Mitglied des Politbüros und in den beiden aufeinanderfolgenden verfassungsgebenden Versammlungen zum Abgeordneten des Departements Saône-et-Loire gewählt. 1946 wurde er Abgeordneter in der Nationalversammlung. Den Sitz im Parlament hatte er bis 1958, dem ersten Jahr der Fünften Republik, inne. Von diesem Zeitpunkt an wurde Rochet in anderen Wahlkreisen gewählt: Seine, dann Seine-Saint-Denis (für Aubervilliers), bis 1973. Er war Vorsitzender des Landwirtschaftsausschusses und Vorsitzender der kommunistischen Fraktion in der Nationalversammlung.
In diesen Jahren stieg Rochet zur drittwichtigsten Position innerhalb der Partei auf, nach Thorez und Jacques Duclos. Seit 1961 war er stellvertretender Generalsekretär, 1964 wurde er Vorsitzender der PCF. Im März 1964 setzte er sich in der Assemblée nationale für italienische Arbeitsimigranten ein.
Rochet befürwortete die Zusammenarbeit mit anderen Linken und lenkte die Stimmen der Anhänger der PCF bei der Präsidentschaftswahl von 1965 auf François Mitterrand. Das Problem, mit dem er als Generalsekretär konfrontiert war, bestand darin, das Gleichgewicht zwischen einer notwendigen Verjüngung der Partei und der Beibehaltung einer orthodoxen marxistisch-leninistischen Ideologie zu finden. Infolgedessen erklärte er öffentlich seine Missachtung der linken Bewegung vom Mai 1968 in Frankreich, während er sich später im selben Jahr mit der sowjetischen Niederschlagung des Prager Frühlings auseinandersetzen musste. 
Als er 1970 zu krank wurde, um seinen Pflichten nachzukommen, wurde Georges Marchais de facto Parteivorsitzender, während Rochet bis 1972 Nationaler Sekretär und anschließend bis 1979 Ehrenvorsitzender blieb.